# أزمة تدوير المقلة
أزمة تدوير المقلة أو نوبة شخوص البصر (بالإنجليزية: oculogyric crisis)‏ هو رد فعل خللي التوتر تجاه بعض الأدوية أو الحالات الطبية، وتتميز أزمة تدوير المقلة بالانحراف المطول واللاإرادي للعيون تجاه الأعلى. ويمكن أن يظهر الصرع في شكل نوبات تدوير المقلة، ويُسمى الصرع الحارف (بالإنجليزية: versive seizure)‏.

## العلامات والأعراض
تشمل الأعراض الأولية عدم الاستقرار أو الإثارة أو التوعك أو التحديق الثابت. ثم يحدث انحراف العينين، وقد تتقارب العينان، أو تنحرف جانبا نحو الأعلى، أو تنحرف نحو الأسفل. ومن أكثر النتائج التي يتم الإبلاغ عنها بشكل متكرر هي ثني الرقبة جانبا وللوراء، وفتح الفم على مصراعيه، وخروج اللسان، وآلام العين. ومع ذلك، فقد ترتبط هذه الحالة أيضًا بتشنجات شديدة الألم في الفك، الأمر الذي قد يؤدي إلى تكسر الأسنان. وقد تتبع هذه النوبة حالة من الإرهاق. ويُعتبر الانتهاء المفاجئ للأعراض النفسية في ختام الأزمة هو الأكثر إثارة للانتباه.

## الأسباب
تشمل الأدوية التي تتسبب في أزمة تدوير المقلة كل من مضادات الذهان (مثل هالوبيريدول، كلوربرومازين، فلوفينازين، أولانزيبين)، كاربامازيبين، كلوروكين، سيسبلاتين، ديازوكسيد، ليفودوبا، ليثيوم، ميتوكلوبراميد، لوراسيدون، دومبيريدون، نيفيديبين، بيمولين، وسيتريزين (مضاد للهستامين). ربما تكون مضادات الذهان عالية الفعالية هي السبب الأكثر شيوعًا.
كذلك من بين أسباب الأخرى لأزمة تدوير المقلة كل من مرض باركنسون التالي لالتهاب الدماغ، ومتلازمة توريت، والتصلب المتعدد، والزهري العصبي، وصدمات الرأس، واحتشاء المهاد، وآفات البطين الرابع، والورم الكيسي للبطين الثالث، والتهاب الدماغ الهربسي، واليرقان النووي.

## التشخيص
يعتمد التشخيص على الصورة السريرية إلى حد كبير

## العلاج
يمكن تحقيق العلاج الفوري لأزمة تدوير المقلة الناتجة بسبب الأدوية عن طريق الحقن الوريدي المضاد المسكاريني بنزاتروبين؛ والذي عادة ما يكون فعال في غضون 5 دقائق، على الرغم من أنه قد يستغرق 30 دقيقة لإحداث التأثير الكامل، ويجب وقف الدواء المتسبب في الأزمة. ويمكن أيضا أن يتم التعامل مع الأزمة عن طريق تناول 25 ملغ ديفينهيدرامين.